# Pinsà
|  | Per a altres significats, vegeu «Pinsà (desambiguació)». |

El pinsà comú, pinsà, xeu (Fringilla coelebs, del llatí vulgar pincio i aquest de pinc, onomatopeia del crit) és una espècie d'ocell de l'ordre dels passeriformes i de la família dels fringíl·lids. És una de les espècies més comunes dels Països Catalans on es reuneixen estols de centenars d'exemplars, repartits entre conreus, pastures, boscos i arbredes. A la vegada, és la més comuna de les tres espècies de pinsans (les altres existents són el pinsà borroner –Pyrrhula pyrrhula– i el pinsà mec –Fringilla montifringilla–).

## Característiques
El pinsà mesura 14-16 cm i pesa 19-21 g. El mascle té el front negre, el cap blau pissarra i les galtes i el pit morats. El dors marró i el carpó verdós. Les ratlles blanques a les ales i a la cua el fan inconfusible en vol. La femella és tota ella marró verdosa, té la part inferior més clara i amb el blanc de les ales i la cua menys pur que el mascle.

## Ecologia
No li agraden les zones boscoses gaire denses, s'adapten fàcilment a viure a prop dels conreus, jardins i a prop de pobles i ciutats. De totes maneres és el més forestal dels fringíl·lids, especialment a l'època de nidificació. A l'hivern s'arrepleguen en grans esbarts a zones obertes on troben aliment abundant.
És nadiu d'Euràsia (incloent-hi Xipre, les illes Fèroe, Islàndia, Irlanda, Malta i la Gran Bretanya) i de l'Àfrica del Nord (Algèria, Egipte, Líbia, el Marroc i Tunísia) i ha estat introduït a Austràlia i Nova Zelanda. És itinerant a Bahrain, Bhutan, la Xina, l'Índia, Mongòlia, Qatar, l'Aràbia Saudita, el Tadjikistan, Tailàndia, els Emirats Àrabs Units i els Estats Units.
A l'hivern la població de pinsans de Catalunya augmenta considerablement amb l'arribada de grans estols provinents del nord-est d'Europa. A Catalunya mateix es produeix també una petita migració del Pirineu a les planes. De fet, hi ha un refrany que diu si veieu un pinsà, fred farà. La migració de tardor va des de la darrera setmana de setembre fins a les acaballes d'octubre.
Durant l'època de cria el mascle emet un potent cant, té un fort instint territorial i defensa un tros de terra d'on treu les llavors. Mentrestant, la femella, s'ocupa de construir el niu i de la incubació dels ous. La població nidificant és poc nombrosa i repartida arreu dels boscos, sobretot en rouredes humides i fagedes, però també en alzinars i pinedes de pi roig.
El mascle és molt apreciat com a ocell de gàbia a causa del seu cant. S'adapta bé a la vida en captivitat. Cada any es capturen centenars de mascles pel cant per part d'ocelleries. No obstant això, tot i que hom creu que uns quants decennis enrere era molt més abundant, els efectius sembla que es mantenen. ( cant (?·pàg.))

## Taxonomia
El pinsà comú fou descrit pel naturalista suec Carl Linné l'any 1758 en la 10a edició de la seva Systema Naturae amb el seu nom binomial actual. Fringilla és la paraula llatina per a pinsà, mentre que caelebs significa cèlibe o solter. El taxònom suec va remarcar que durant l'hivern escandinau, només les femelles emigraven cap al sud a través de Bèlgica fins a Itàlia.

## Subespècies
- Fringilla coelebs africana (J. Levaillant, 1850).[5]
- Fringilla coelebs alexandrovi (Zarudni, 1916).[6]
- Fringilla coelebs balearica (Von Jordans, 1923).[7]
- Fringilla coelebs canariensis (Vieillot, 1817).[8]
- Fringilla coelebs caucasica (Serebrovski, 1925).[9]
- Fringilla coelebs coelebs (Linnaeus, 1758).[10]
- Fringilla coelebs gengleri (O. Kleinschmidt, 1909).[11]
- Fringilla coelebs maderensis (Sharpe, 1888).[12]
- Fringilla coelebs moreletti (Pucheran, 1859).[13]
- Fringilla coelebs ombriosa (Hartert, 1913).[14]
- Fringilla coelebs palmae (Tristram, 1889).[15]
- Fringilla coelebs sarda (Rapine, 1925).[16]
- Fringilla coelebs schiebeli (Stresemann, 1925).[17]
- Fringilla coelebs solomkoi (Menzbier & Sushkin, 1913).[18]
- Fringilla coelebs spodiogenys (Bonaparte, 1841).[19]
- Fringilla coelebs syriaca (J. M. Harrison, 1945).[20]
- Fringilla coelebs transcaspia (Zarudni, 1916).[21]
- Fringilla coelebs tyrrhenica (Schiebel, 1910).[22][23]

## Imatges

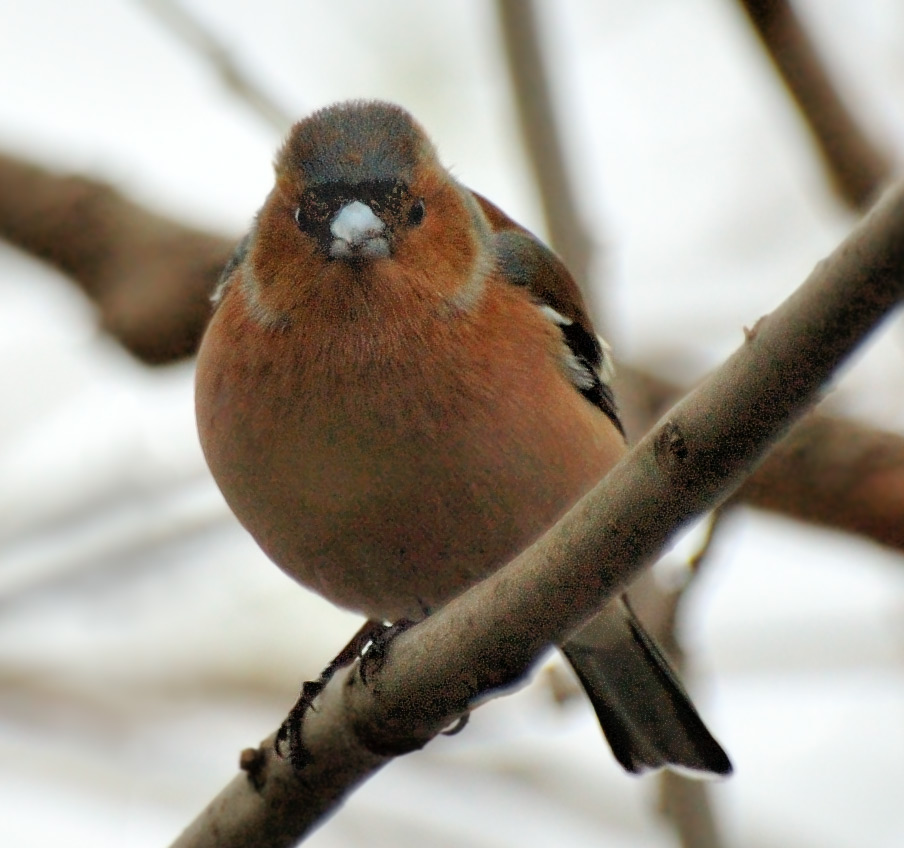
Mascle
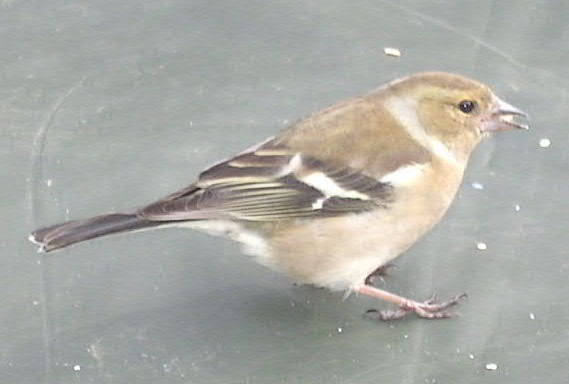
Femella
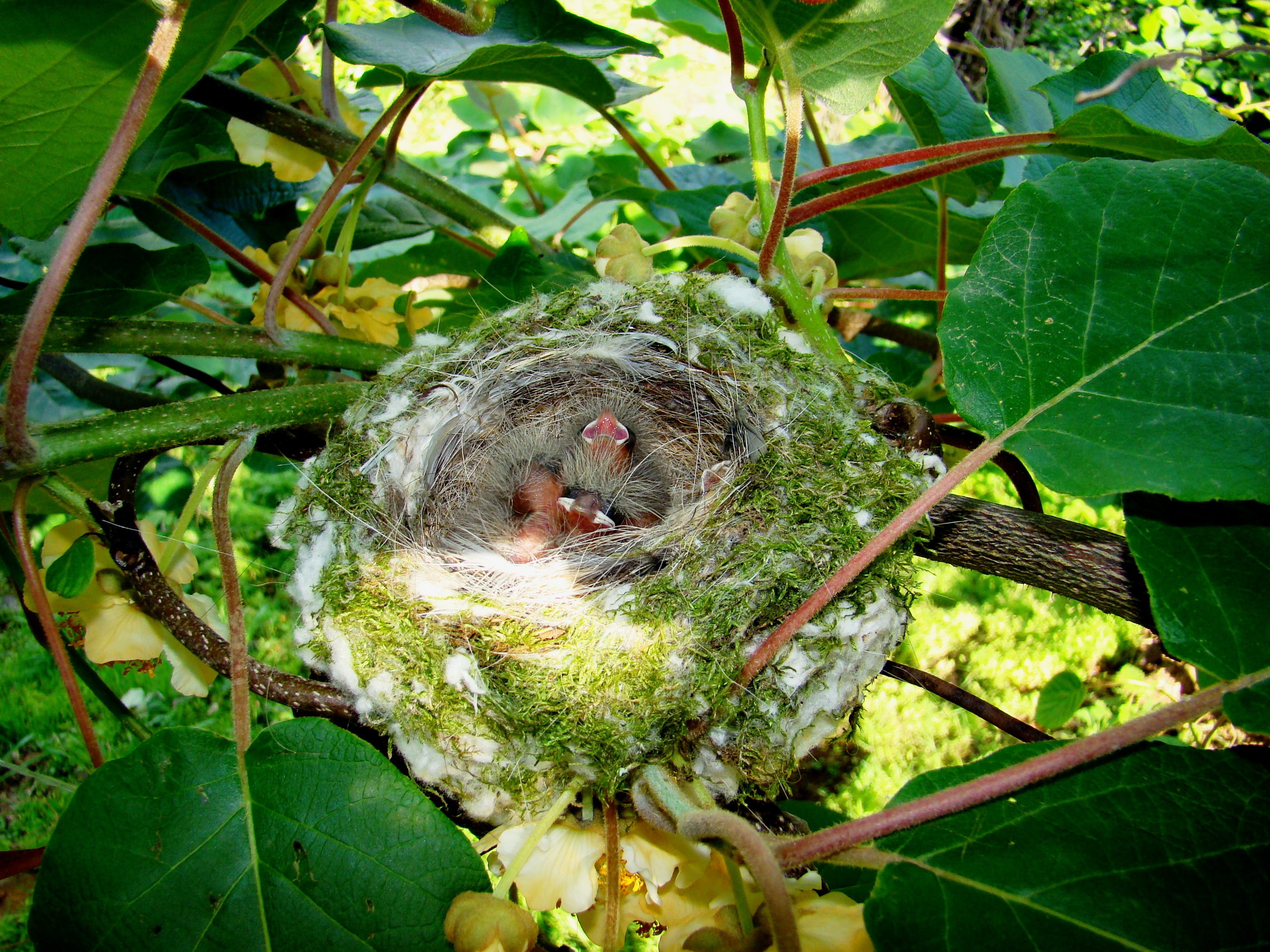
Niu amb pollets
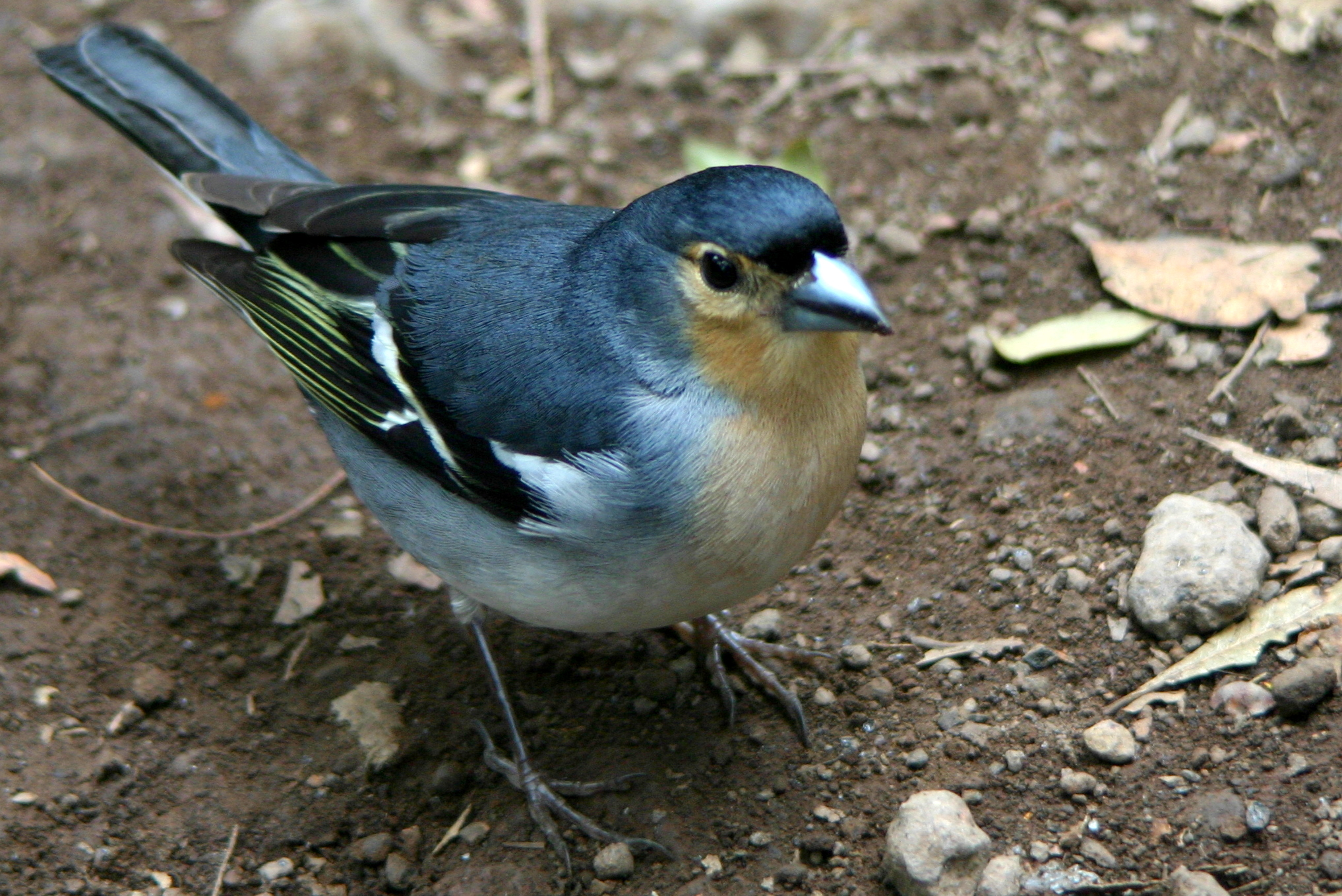
Fringilla coelebs palmae fotografiat a La Palma (illes Canàries).
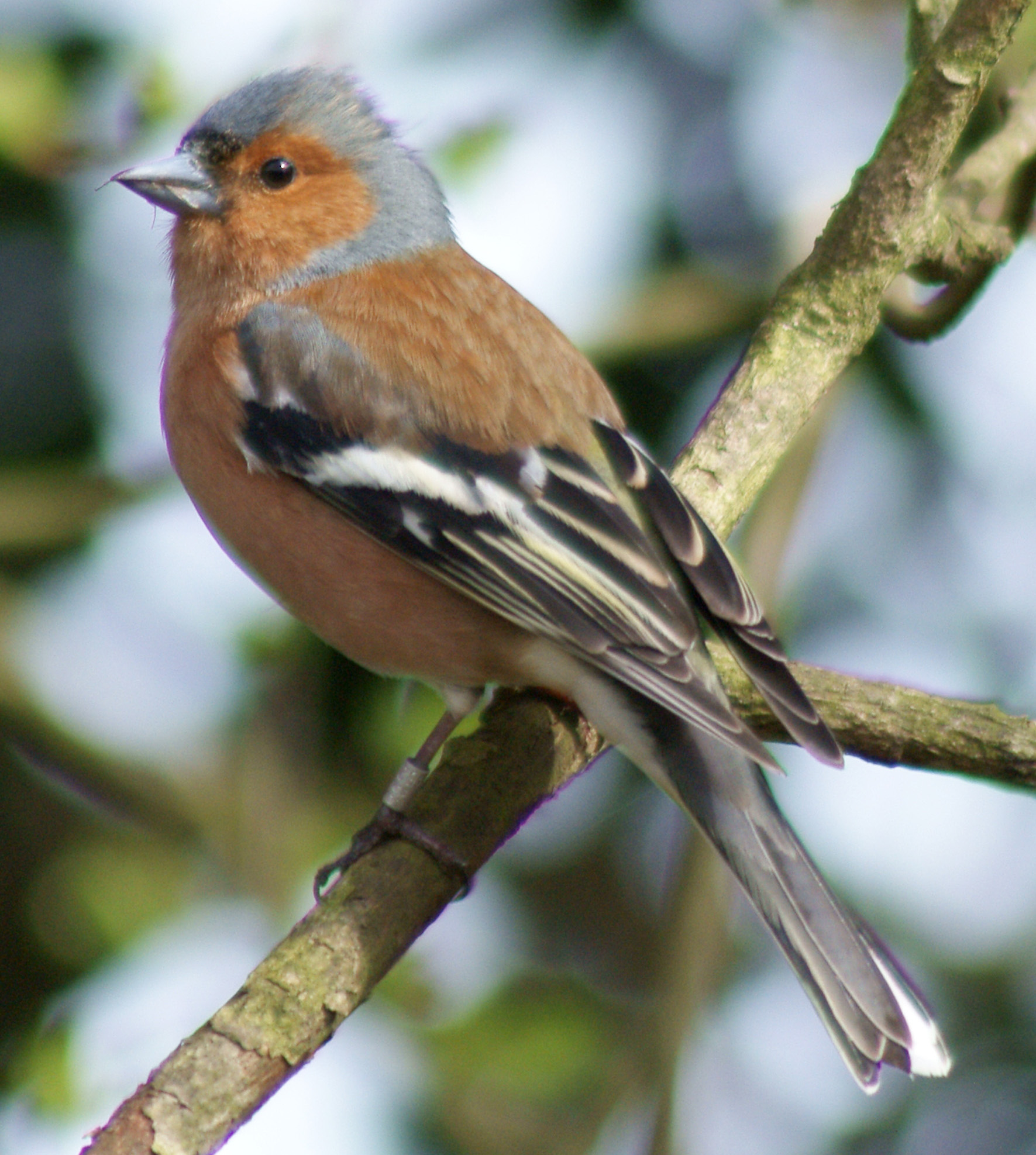
Fringilla coelebs coelebs
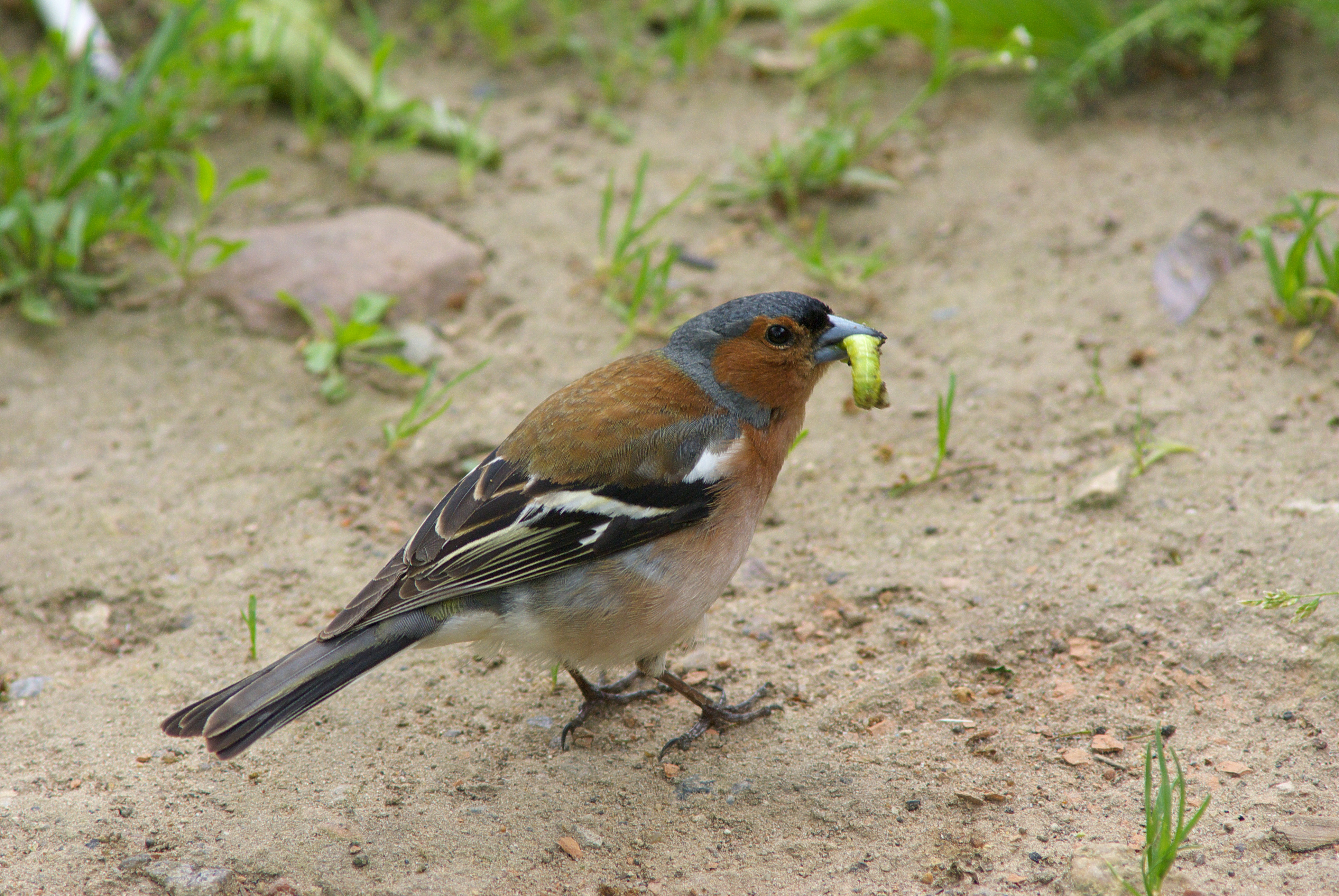
Fringilla coelebs coelebs menjant una eruga
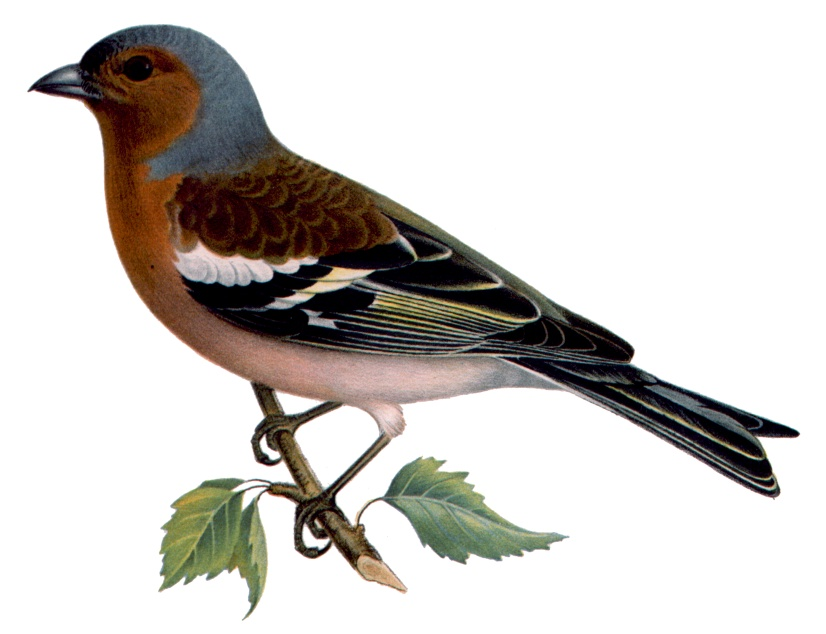
Mascle
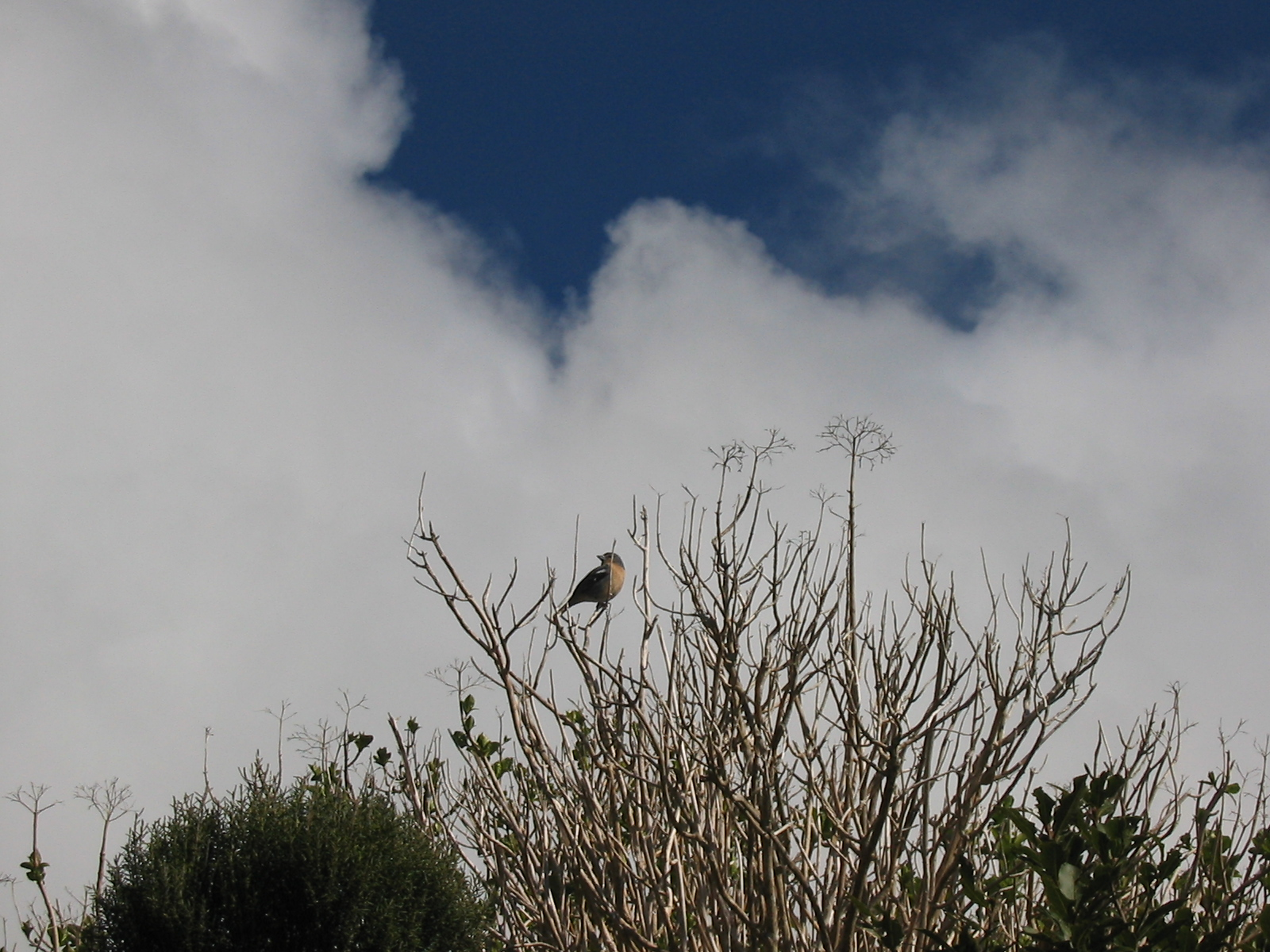
Pinsà de les Açores (Fringilla coelebs moreletti) fotografiat a l'illa de São Jorge
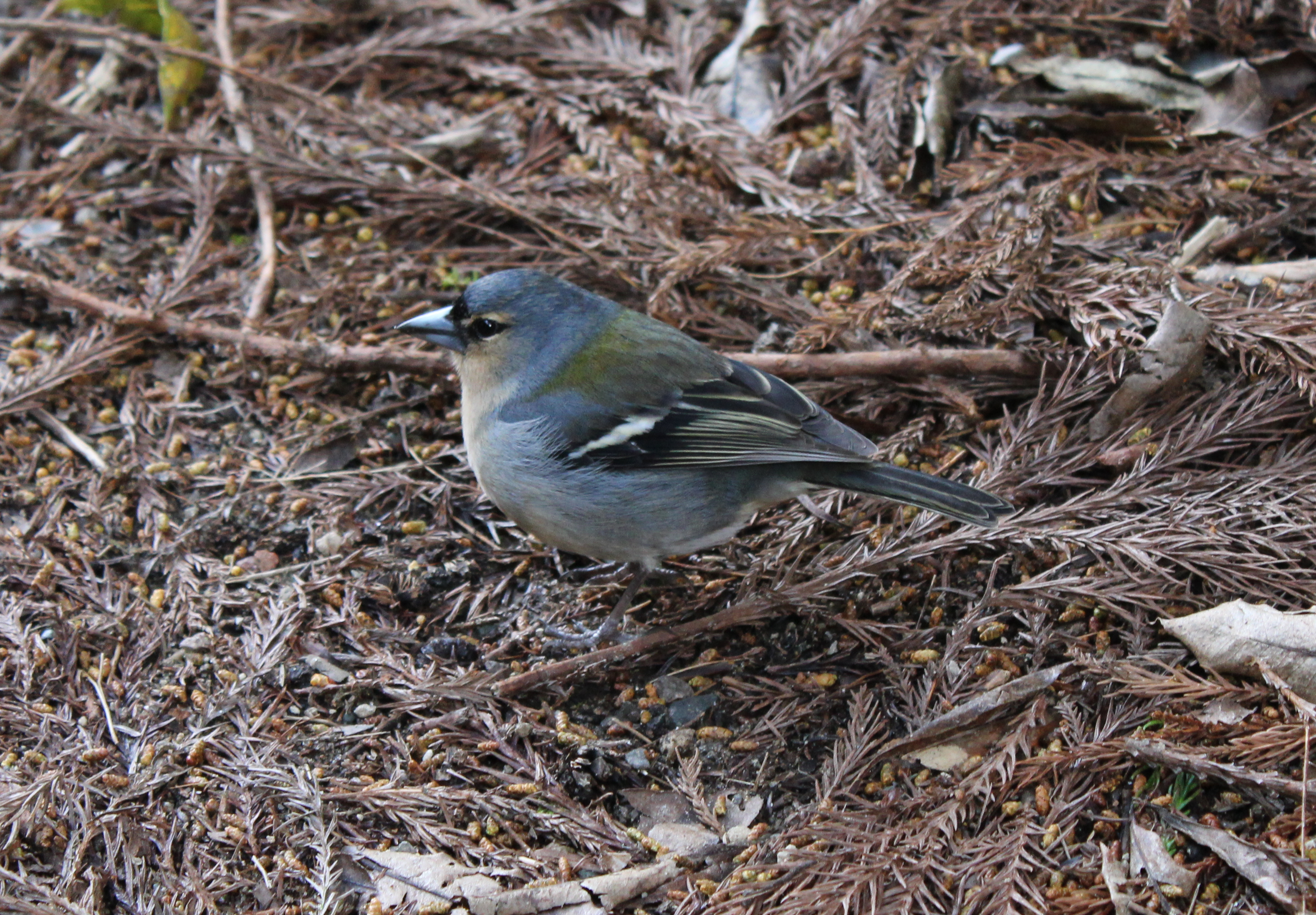
Pinsà de les Açores (Fringilla coelebs moreletti) fotografiat a l'illa de São Miguel
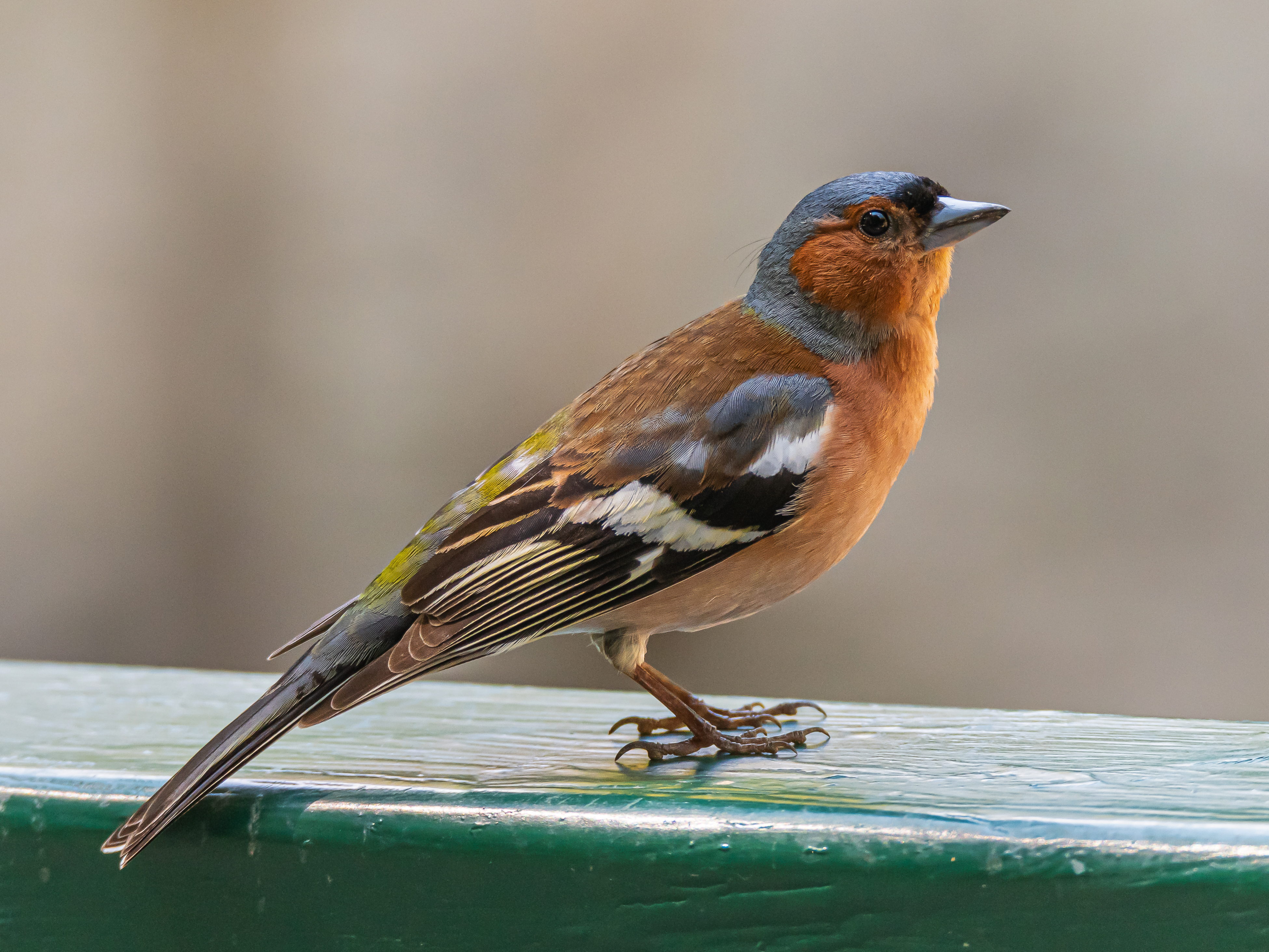
Mascle